# Solmar
Solmar är en del av en ö i Finland.   Den ligger i kommunen Pargas i landskapet Egentliga Finland, i den södra delen av landet, 140 km väster om huvudstaden Helsingfors.